# Aedes daliensis
Aedes daliensis är en tvåvingeart som först beskrevs av Taylor 1916.  Aedes daliensis ingår i släktet Aedes och familjen stickmyggor. Inga underarter finns listade i Catalogue of Life.